# Campionati europei di salto ostacoli 2009
I Campionati europei di salto ostacoli 2009 si sono svolti a Windsor, in Gran Bretagna, dal 25 al 30 agosto 2009. 

## Podi
| Evento           | Oro         | Argento            | Bronzo      |
| Gara individuale | Kevin Staut | Carsten-Otto Nagel | Albert Zoer |
| Gara a squadre   | Svizzera    | Italia             | Regno Unito |

## Medagliere
| Posiz. | Nazione     | Oro | Argento | Bronzo | Totale |
| ------ | ----------- | --- | ------- | ------ | ------ |
| 1      | Francia     | 1   | 0       | 0      | 1      |
| 1      | Svizzera    | 1   | 0       | 0      | 1      |
| 3      | Germania    | 0   | 1       | 0      | 1      |
| 3      | Italia      | 0   | 1       | 0      | 1      |
| 5      | Regno Unito | 0   | 0       | 1      | 1      |
| 5      | Paesi Bassi | 0   | 0       | 1      | 1      |
| Totale | Totale      | 2   | 2       | 2      | 6      |